# KV53

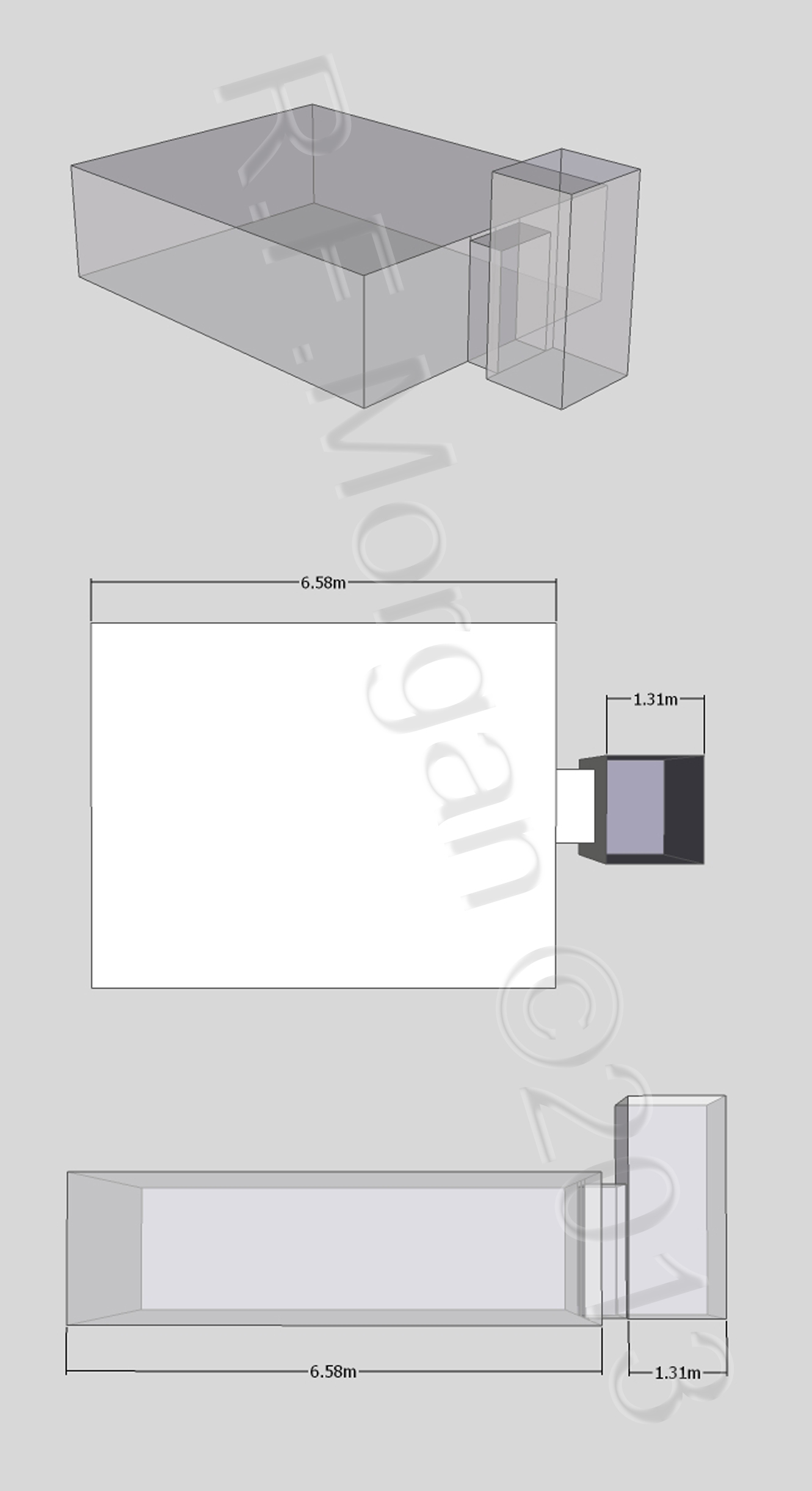
Isometrische Ansicht sowie Grund- und Aufriss von KV53

KV53 (Kings’ Valley no. 53) ist das altägyptische Grab mit der Nummer 53 im Tal der Könige. Der Grabinhaber ist unbekannt. Eine exakte Datierung ist nicht möglich, allerdings wurde es zur Zeit des Neuen Reiches benutzt.

## Entdeckung und Ausgrabung
Die Entdeckung und Ausgrabung erfolgte zwischen 1905 und 1906 von Edward R. Ayrton für Theodore M. Davis. Ein ordnungsgemäßer Plan wurde nie angefertigt. Publiziert wurden die Ergebnisse unter anderem 1908 von Davis in The Tomb of Siptah, the Monkey Tomb, and the Gold Tomb (S. 18–19) sowie 1984 mit Angaben zu den Funden von Nicholas Reeves in MDAIK 40 (S. 232–233).

## Architektur und Funde
Bei dem Grab handelt es sich um ein Schachtgrab, das aus dem Eingangsschacht und einer undekorierten Kammer von 34,02 m² besteht. KV53 wurde bereits in der Antike beraubt und war lange Zeit mit Schutt verfüllt, so dass der Grabeingang in neuerer Zeit als unbekannt galt. Die neuzeitliche Ausgrabung unter der Leitung von Zahi Hawass ist nicht datiert und fand im Rahmen einer ägyptischen Grabungskampagne statt, deren Ziel es gewesen war, einst entdeckte, aber danach erneut verschollene Gräber wieder zu finden. Der Eingang zu KV53 konnte relokalisiert sowie ein aktueller Plan angefertigt werden. Das Grabungsteam fand Bruchstücke von Keramik, Teile von Leinen und Holzfragmenten, die möglicherweise zu einem Sarg gehörten. Weitere Fundstücke waren vier Kanopendeckel in Form eines menschlichen Kopfes, eine V-förmige Goldfolie und eine kanaanitische Amphore, die ihrem Stil nach in die Zeit von 1400 bis 1300 v. Chr. zu datieren ist. Ferner fanden sich menschliche Knochen und drei Schädel. Die Verstorbenen waren laut Untersuchungen zufolge ein Mann von ca. 45 Jahren, ein Mann von ungefähr 20 und eine Frau im Alter 23, so dass vermutet wird, dass es sich hierbei um einen Vater und seine Kinder handeln könnte. Das Grab selbst wird in die 18. Dynastie datiert.
Ayrton fand in KV53 eine Reihe von Kalksteinostraka und eine Kalksteinstele. Die Stele konnte aufgrund der Inschriften dem „obersten Schreiber am Platz der Wahrheit“, Hori, aus Deir el-Medina zugeordnet werden, der diese der Schlangengöttin Meretseger geweiht hatte. Vermutlich war Hori der Grabinhaber. Gleichartige Ostraka wurden auch verbaut in einer Arbeiterhütte aus der 20. Dynastie gefunden.